# Wirecard
Wirecard AG era una empresa global de tecnologías y servicios financieros actualmente en proceso de quiebra con sede en Alemania. Proporcionaba servicios de procesamiento de pagos, emisión de tarjetas y gestión de riesgos a más de 279 000 clientes corporativos de todo el mundo. Su servicio de pago a través de Internet, denominado "Wirecard", competía con PayPal y Western Union. Wirecard disponía de licencia para operar como banco alemán y cotizaba en la Bolsa de Fráncfort.

## Información financiera

#### Período 2005 - 2006
Para el año fiscal 2006, Wirecard AG comunicó una cifra de negocios consolidada de 81,94 millones de euros. A la vista de la cifra comparativa provisional del año anterior (55,5 millones de euros), Wirecard experimentó en aquel momento un crecimiento aproximado del 47 por ciento. Los beneficios operativos antes de intereses e impuestos (EBIT) del año 2006 fueron de 18,56 millones de euros, lo que habría supuesto un crecimiento aproximado de un 90 por ciento, con respecto a los 9,8 millones de euros alcanzados durante el año fiscal 2005.
Wirecard AG comenzó a cotizar en el índice TecDAX de la Bolsa de Fráncfort el 18 de septiembre de 2006, y figuró entre las 30 principales empresas tecnológicas alemanas del índice DAX. El 31 de diciembre de 2006, Wirecard alcanzó el puesto 15 del índice TecDAX de la bolsa alemana, en términos de capitalización de mercado, y el puesto 18 en volumen de cartera de pedidos. Las ganancias diluidas y básicas por acción ascendieron a 0,20 euros durante el año fiscal 2006, frente a los 0,13 euros del año fiscal 2005.

#### Período 2013 - 2018
| Year              | 2013  | 2014  | 2015  | 2016  | 2017  | 2018  |
| ----------------- | ----- | ----- | ----- | ----- | ----- | ----- |
| Cifra de negocios | 482   | 601   | 771   | 1 028 | 1 490 | 2 016 |
| Ingresos netos    | 83    | 108   | 143   | 267   | 260   | 347   |
| Activos           | 1 431 | 1 995 | 2 935 | 3 482 | 4 528 | 5 855 |
| Empleados         | 1 025 | 1 750 | 2 300 | 3 766 | 4 449 | 5 300 |

#### Inconsistencias de la información
Wirecard anunció el 22 de junio de 2020 que los datos financieros de los años anteriores podrían ser incorrectos.

## Productos y servicios

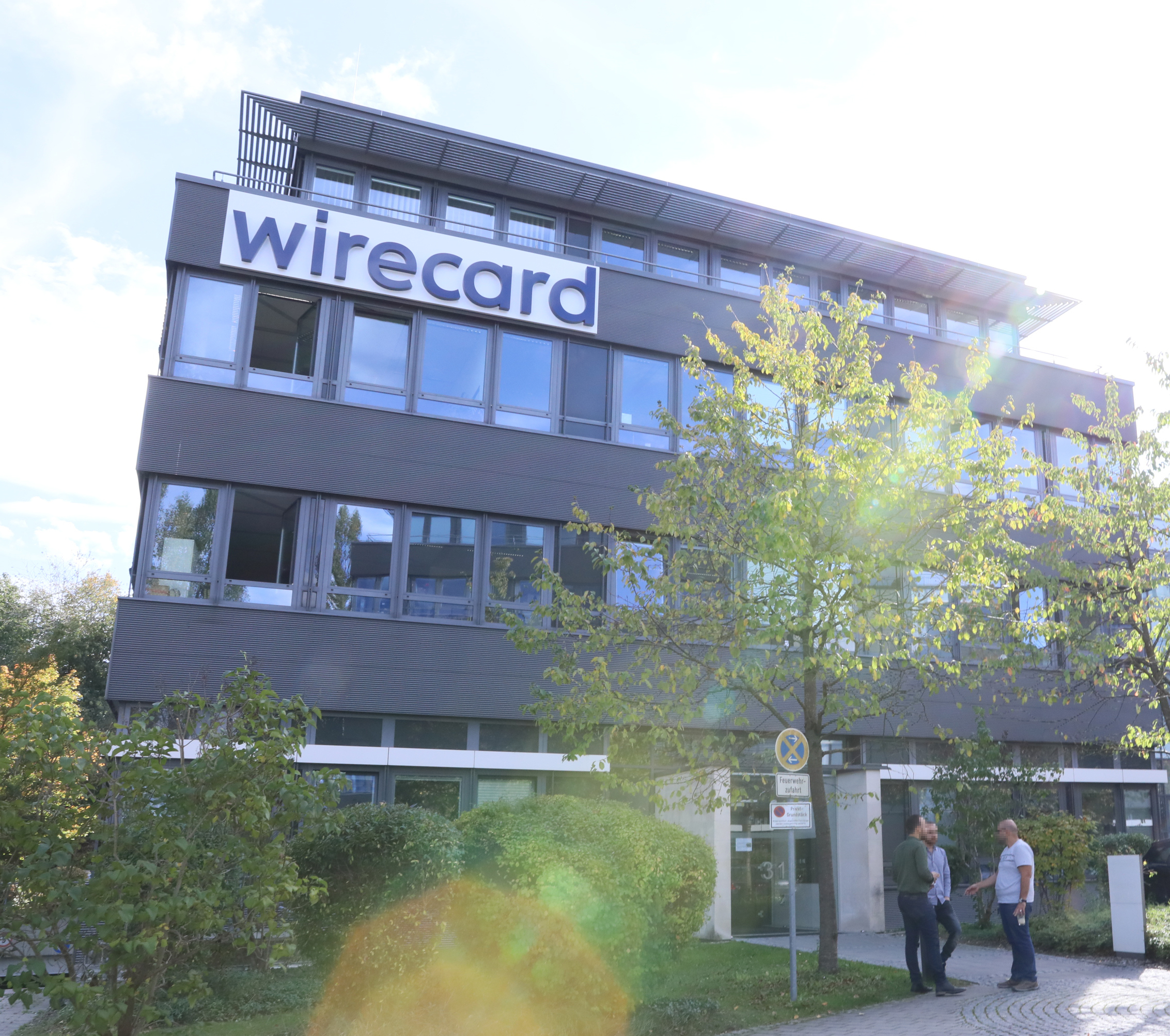
Oficinas centrales de Wirecard AG en Aschheim, cerca de Múnich

Desde el 1 de enero de 2006 forma parte del grupo de empresas Wirecard Group, contando Wirecard Bank con licencia para operar sin restricciones como banco. En tanto los depósitos efectuados en este banco están asegurados por el Fondo de Garantía de Depósitos de la Asociación de Bancos Alemanes (Einlagensicherungsfonds deutscher Banken e.V). Dentro de sus operaciones, curiosamente, Wirecard Bank contaba con una oficina virtual en el mundo virtual en 3D Second Life.
En noviembre de 2006, Wirecard lanzó un servicio de pago a través de Internet. En el momento de registrarse en línea, el consumidor abre una cuenta en el banco, en la que puede depositar dinero mediante ingresos en efectivo, tarjetas, débito directo, transferencias electrónicas o diversos medios de pago locales. El servicio incluye una MasterCard virtual de prepago gratuita, que los usuarios pueden utilizar para pagar en millones de establecimientos autorizados de MasterCard en todo el mundo. Además de los productos MasterCard estándar, el sistema Wirecard también permite a sus usuarios internacionales enviar dinero en tiempo real. Con la tarjeta MasterCard física opcional, los usuarios pueden pagar en 24,7 millones de puntos de aceptación de la red MasterCard y retirar dinero en efectivo en casi un millón de cajeros automáticos de todo el mundo.
La plataforma electrónica de procesamiento de pagos y gestión de riesgos de Wirecard utiliza más de 85 esquemas locales e internacionales para la protección de los pagos y la evitación de fraudes. Wirecard AG es miembro de ADP CardClear e IATA.
El producto SCP ("Supplier and Commission Payments") de Wirecard permite el procesamiento global y automatizado de pagos a proveedores y agentes comerciales. El servicio está basado en la emisión automatizada de tarjetas de crédito virtuales. Los pagos a proveedores o comisionistas que requieran transferencias internacionales (como los pagos de comisiones de intermediación de hoteles a agencias de viajes) se pueden procesar mediante la generación electrónica de números de tarjetas de crédito virtuales de uso único o restringido.
Wirecard Bank proporciona servicios de emisión de tarjetas VISA, MasterCard y JCB a clientes corporativos. Se emiten diferentes tipos de tarjetas de crédito y de débito para clientes particulares y empresas.

## Wirecard y la controversia con elFinancial Times
El 30 de enero de 2019, las acciones de Wirecard se desplomaron después de que el Financial Times informara que un alto ejecutivo era sospechoso de "falsificación de cuentas" y "lavado de dinero" en las operaciones de Asia-Pacífico de la compañía. Wirecard emitió una declaración llamando al informe "falso, inexacto, engañoso y difamatorio". Wirecard también anunció una demanda contra el Financial Times por "informes poco éticos" y una demanda por manipulación del mercado.
La fiscalía de Múnich I, en febrero de 2019, inició investigaciones penales contra el periodista del Financial Times Dan McCrum, debido a presuntas violaciones de la ley alemana de comercio de valores (Wertpapierhandelsgesetz, WpHG). La Autoridad Federal de Supervisión Financiera de Alemania, BaFin, prohibió la venta en posición corta de acciones de Wirecard el 18 de febrero de 2019 y hasta el 18 de abril de 2019. Según BaFin, la medida no pretendió tomar partido en la controversia entre Wirecard y Financial Times. El 15 de octubre de 2019, Financial Times publicó documentos que, según afirmó, eran hojas de cálculo contables internas de Wirecard.
En 2019, la firma de contabilidad KPMG fue contratada por Wirecard para una auditoría independiente para abordar las denuncias mencionadas. En marzo de 2020, Wirecard afirmó que KPMG concluyó que no se determinó ninguna discrepancia durante la auditoría. Sin embargo, el 28 de abril de 2020, las acciones de Wirecard cayeron un 26%, cuando el auditor anunció que no había recibido suficiente documentación para abordar todas las denuncias de irregularidades contables.  Más tarde, el 5 de junio, la policía registró la sede de Wirecard como parte de una investigación criminal sobre declaraciones potencialmente engañosas a los inversores, por parte del CEO Markus Braun, y otros tres miembros de la junta con respecto a la auditoría. Luego, el 18 de junio de 2020, la compañía informó que faltaban 1 900 millones de euros en efectivo de las cuentas de la compañía, después de una auditoría realizada por Ernst & Young. Braun renunció como CEO al día siguiente, para ser reemplazado por James Freis. Durante los dos días subsiguientes, las acciones de la compañía cayeron un 72%.

## Escándalo e insolvencia
En enero de 2020, Wirecard anunció que se ofrecería una prórroga al contrato de su director general Markus Braun, pero su antiguo presidente se hizo a un lado y en abril un auditor encontró prácticas contables cuestionables.
En junio de 2020, Wirecard anunció que faltaban 1 900 millones de euros en efectivo, lo que provocó un colapso en el precio de sus acciones. Según Ernst & Young, un administrador de Wirecard trató de "engañar al auditor", lo que provocó que el procesador del banco no pudiera publicar los resultados de las acciones para 2019. En un comunicado, Wirecard anunció que está "trabajando intensamente junto con el auditor para aclarar la situación". Dos bancos en Filipinas que presuntamente tenían el dinero dijeron que no tenían la suma y nunca la tuvieron. Como resultado, el valor de las acciones de Wirecard se desplomaron en bolsa, lo que resultó en que el CEO Markus Braun renunciara a su puesto con efecto inmediato. El 22 de junio de 2020, Braun fue arrestado por la policía alemana bajo acusaciones de "inflar el volumen de ventas de Wirecard AG con ingresos falsos". El 25 de junio, Wirecard se declaró en quiebra citando "sobreendeudamiento".

## Cobertura de prensa
- PC Magazine: Wirecard Explains How Virtual Banking Will Work Archivado el 31 de mayo de 2007 en Wayback Machine.
- CardMarketing 2.0: Wirecard Bank sets up in Second Life
- SLNN.COM: Wirecard AG is the first German bank to open an island in SL